# Riverside Records
Riverside Records fue un sello discográfico estadounidense de jazz fundado en 1953 por Bill Grauer y Orrin Keepnews. 
En 1955, al terminar el contrato que tenía con Prestige Records, Thelonious Monk fue fichado por Riverside, grabando en exclusivo para el sello durante cinco años. Este fichaje atrajo a otros artistas como Cannonball Adderley, Bill Evans, Charlie Byrd, Johnny Griffin y Wes Montgomery convirtiendo el sello en uno de los más importantes de su época.
Al morirse Grauer en 1963, la empresa se declaró en quiebra y su catálogo fue adquirido por ABC Records, aunque las grabaciones pasaron a Fantasy Records en 1972.